# 21 Armia (III Rzesza)
21 Armia (niem. 21. Armee) – jedna z niemieckich armii z okresu II wojny światowej, walcząca głównie przeciw Armii Czerwonej.
Utworzona w końcowym okresie walk, 27 kwietnia 1945 roku. Bazą dla jej utworzenia był sztab 4 Armii wycofany z frontu radziecko-niemieckiego. 21 Armię będącą w dyspozycji Grupy Armii Wisła w czasie operacji berlińskiej  wprowadzono w lukę wytworzoną między 3 Armią Pancerną a 9 Armią. W maju 1945 roku żołnierze 21 Armii oddali się do niewoli wojskom aliantów zachodnich.

## Dowódcy armii
- gen. Kurt von Tippelskirch.

## Struktura organizacyjna
Skład w 1945 roku:
- III Korpus Pancerny SS
- CI Korpus Armijny.